# بريد الصواريخ
بريد الصواريخ هو تسليم البريد بواسطة صاروخ أو قذيفة موجهة. يهبط الصاروخ عن طريق نشر مظلة داخلية عند وصوله. وقد جربته منظمات مختلفة في العديد من البلدان بمستويات متفاوتة من النجاح. لم يُنظر إليه على نطاق واسع على أنه خيار قابل للتطبيق لإيصال البريد، وذلك بسبب تكلفة المخططات وعمليات الفشل العديدة.

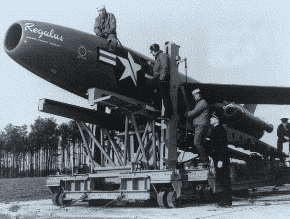
استُخدم صاروخ كروز الذي يُطلق من حاملة صواريخ في محاولة واحدة لإيصال البريد

تُعد مجموعة مواد هواة جمع الطوابع الجوية ("الطوابع") الحاملة لصور البريد الصاروخي جزءًا من فرع متخصص في مجال الطوابع يعرف باسم "الطوابع الفلكية".

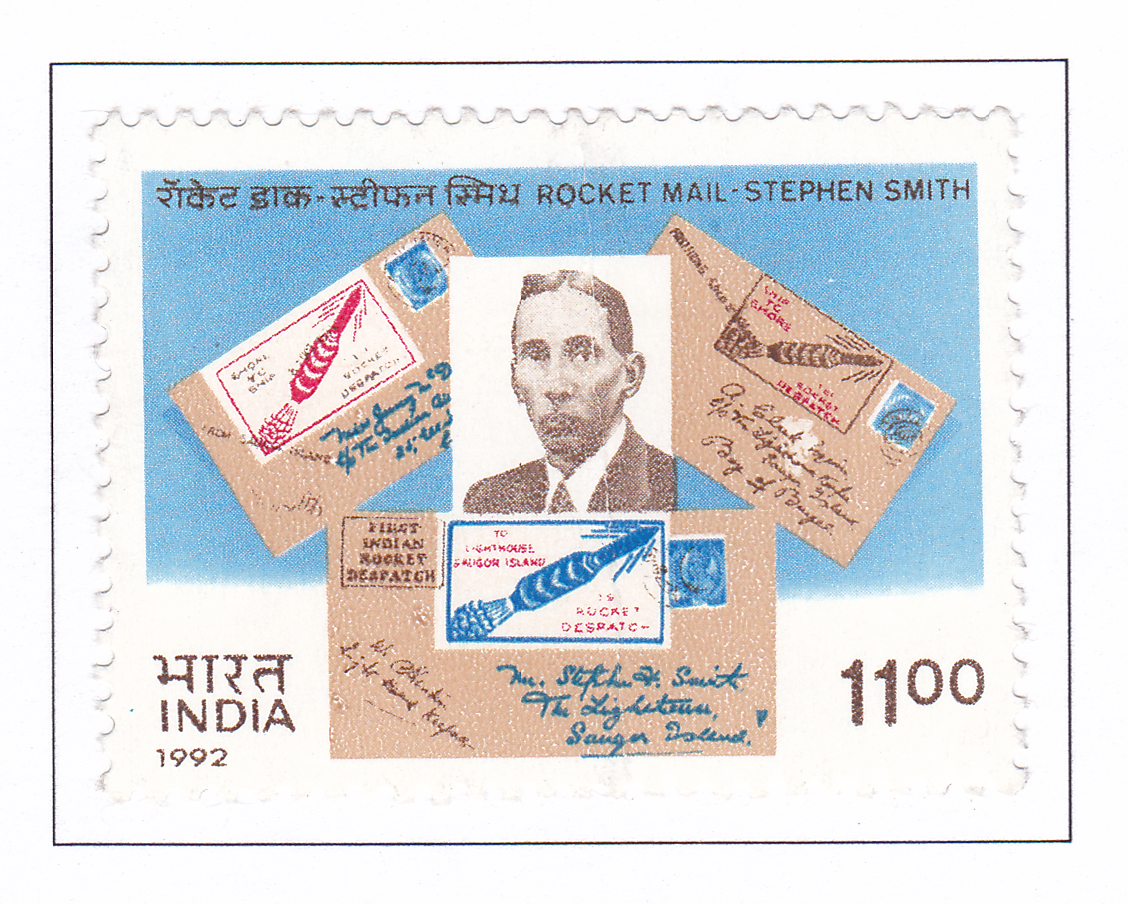
طابع بريد تذكاري يحمل صورة الرائد ستيفن سميث "منشئ البريد الصاروخي في الهند"

## خلفية تاريخية

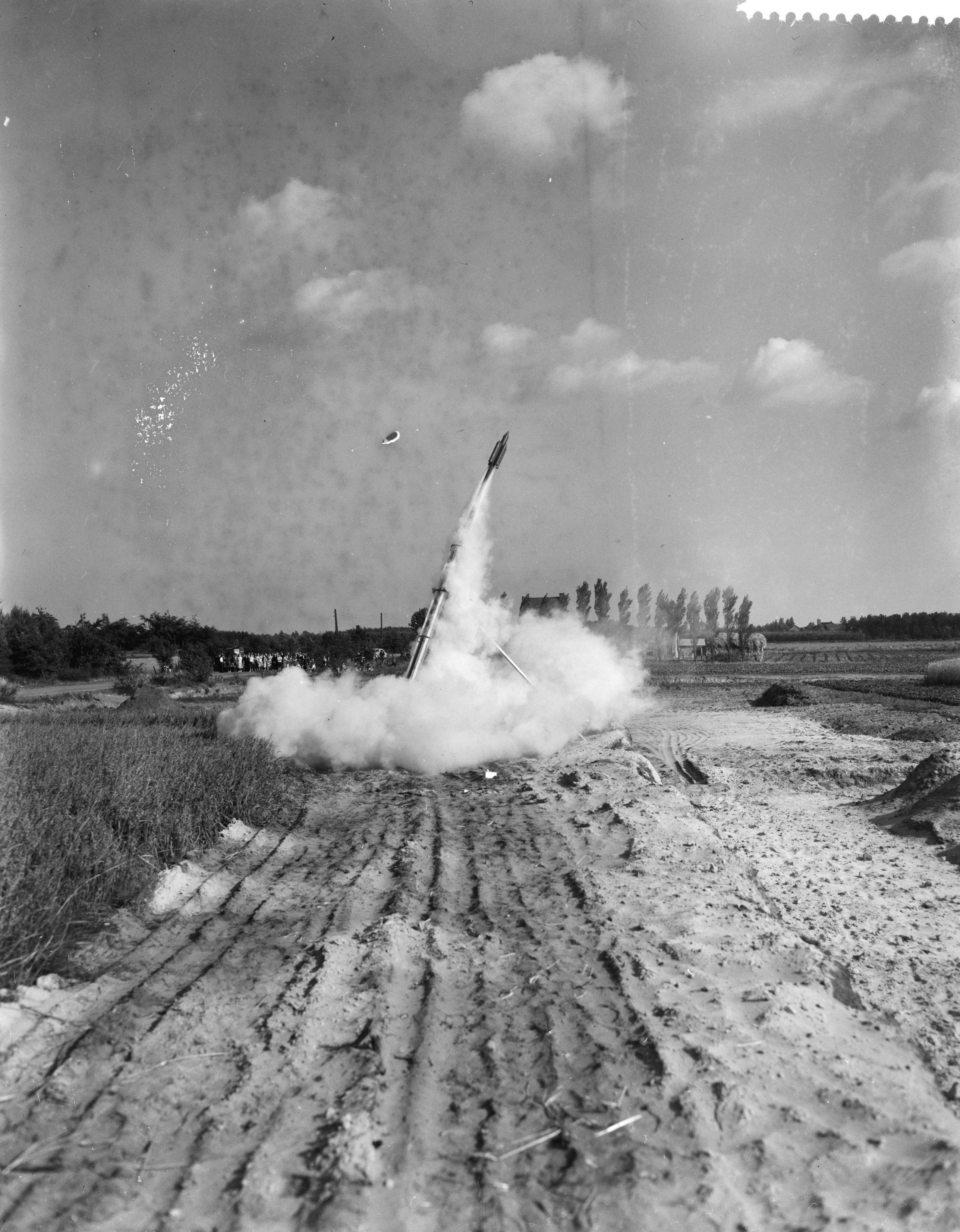
إطلاق صاروخ بريدي في إيتن ليور بمناسبة إحياء ذكرى الطيران 1959

كان الكاتب الألماني هاينريش فون كلايست أول من اقترح استعمال الصواريخ لتوصيل رسائل البريد. أثناء عمله كمحرر لصحيفة برلينر أبندبلايتر كتب مقالاً نُشر في 12 أكتوبر 1810، اقترح فيهِ استخدام بطاريات مدفعية ثابتة لإطلاق قذائف مملوءة بالرسائل إلى مواقع محددة مسبقاً على أرض رخوة. حسب كلايست أن شبكة من البطاريات يمكن أن تنقل رسالة من برلين إلى بريسلاو، على بعد 290 كيلومترًا (180 ميلًا)، في نصف يوم. وفي وقت لاحق من القرن التاسع عشر، استُخدمت صواريخ كونغريف لتوصيل البريد في تونغا، ولكن لم يكن بالإمكان الاعتماد على الصواريخ. اقترح هيرمان أوبرث استخدام الصواريخ في توصيل البريد في رسالة عام 1927، وألقى محاضرة حول هذا الموضوع في اجتماع للجمعية الألمانية للطيران والرحلات الجوية في يونيو 1928. جعلت المحاضرة العديد من التجريبيين يتوقعون أن استخدام الصواريخ للبريد أمرًا حتميًا، وبحلول عام 1929 ناقش جاكوب جولد شورمان، سفير الولايات المتحدة في ألمانيا، الجوانب القانونية للبريد الصاروخي عبر الأطلسي مع مراسل ألماني.
أطلق فريدريش شميدل أول بريد صاروخي (V-7، الصاروخ التجريبي 7) مع 102 قطعة من البريد بين مدينتي شوكل وسانت راديغوند النمساويتين. وقد قام شميدل بعدة عمليات إطلاق أخرى خلال عام 1932، كما جرت تجارب مماثلة في عدة بلدان أخرى، وعادة ما كانت مدعومة من قبل هواة جمع الطوابع.
جرب غيرهارد زوكر في عقد الثلاثينيات من القرن العشرين صواريخ البارود المشابهة للألعاب النارية. وفي الفترة بين عامي 1931 و1933، سافر في جميع أنحاء ألمانيا عارضاً صاروخه ومدعياً أنه يمكن استخدامه لتوصيل البريد. بعد انتقاله إلى المملكة المتحدة، حاول زوكر إقناع مكتب البريد العام بأن توصيل البريد بالصاروخ قابل للتطبيق. وبعد عروض أولية في ساسكس داونز في جنوب إنجلترا، تم إطلاق صاروخ في 28 يوليو 1934، وصاروخ ثانٍ في 31 يوليو، على مسار طيران طوله 1600 متر بين جزيرتي هاريس وسكارب في اسكتلندا. يبلغ طول الصاروخين حوالي 1.07 متر وقطره 18 سم، وكان جسم الصاروخين معبأ بـ1200 غلاف، وقد انفجر الصاروخان، على الرغم من أن معظم الحمولة الثانية الأصغر حجماً والتي تضمنت رسائل وطرود ناجية من الرحلة الأولى قد تم إنقاذها.
جمع ستيفن سميث، وهو مهندس طيران وسكرتير جمعية البريد الجوي الهندي، بين عمله واهتمامه بالصواريخ. كانت أول عملية إطلاق له في 30 سبتمبر 1934، وقام بتجربة 270 صاروخاً آخر بحلول 4 ديسمبر 1944. احتوى 80 منها على بريد، وتشمل إنجازاته أول بريد صاروخي ناجح أُرسل فوق نهر وأول صاروخ يحمل طرداً بريدياً. زودت الشركة الشرقية للألعاب النارية سميث بحوالي 16 صاروخاً بين 23 مارس 1935 و29 يونيو 1935. وقد حملت هذهِ الرحلات اسم "اليوبيل الفضي" ونقلت فيما بين المدن أكثر من ألف غلاف حديث. في عام 1992، أصدرت الحكومة الهندية طابعاً بريدياً للاحتفال بالذكرى المئوية لميلاد سميث، ووصفته بأنه "منشئ البريد الصاروخي في الهند".

## الولايات المتحدة
تمت إحدى أولى عمليات التسليم الناجحة للبريد بواسطة صاروخ في الولايات المتحدة في 23 فبراير 1936، عندما هبطت طائرتان صاروخيتان اطلقتا من جانب نيويورك من بحيرة غرينوود المتجمدة على جانب نيوجيرسي، على بعد أقل من 100 ياردة. وقد سبق هذا الحدث عدة تجارب ناجحة أخرى للبريد الصاروخي في أوائل الثلاثينيات.
خلال منتصف عقد الخمسينيات من القرن العشرين، قام هواة الصواريخ "الهواة" بإطلاق عدد من الصواريخ التي تعمل بغبار الزنك/حبوب الكبريت "الحبيبات الدقيقة" التي تعمل بالوقود الصلب الحامل للبريد بين الولايات، من كاليفورنيا، عبر نهر كولورادو، إلى أريزونا. وقد طُبعت الأغلفة البريدية لكل مناسبة، وتم تظهيرها في أقرب مكتب بريد للوجهة المقصودة.
في عام 1959، ساعدت الغواصة البحرية الأمريكية يو إس إس باربيرو إدارة مكتب البريد، سلف الخدمة البريدية الأمريكية (USPS)، في بحثها عن نقل أسرع للبريد، وذلك من خلال التسليم الوحيد "للبريد الصاروخي". في 8 يونيو 1959، أطلقت باربيرو صاروخ كروز من طراز ريجولوس - بعد أن تبديل رأسه النووي في وقت سابق بحاويتين من حاويات البريد التابعة لإدارة البريد - مستهدفةً المحطة الجوية البحرية المساعدة في محطة مايبورت البحرية في فلوريدا. اطلق صاروخ كروز ريجولوس بواسطة زوج من معززات الصواريخ الصلبة من طراز أيروجيت-جنرال 3KS-33,000. وقد حافظ محرك توربيني نفاث على رحلة كروز طويلة المدى بعد إسقاط المعززات. وبعد 22 دقيقة من الإطلاق، وصل الصاروخ إلى ميناء مايبورت وهبط بسلام.

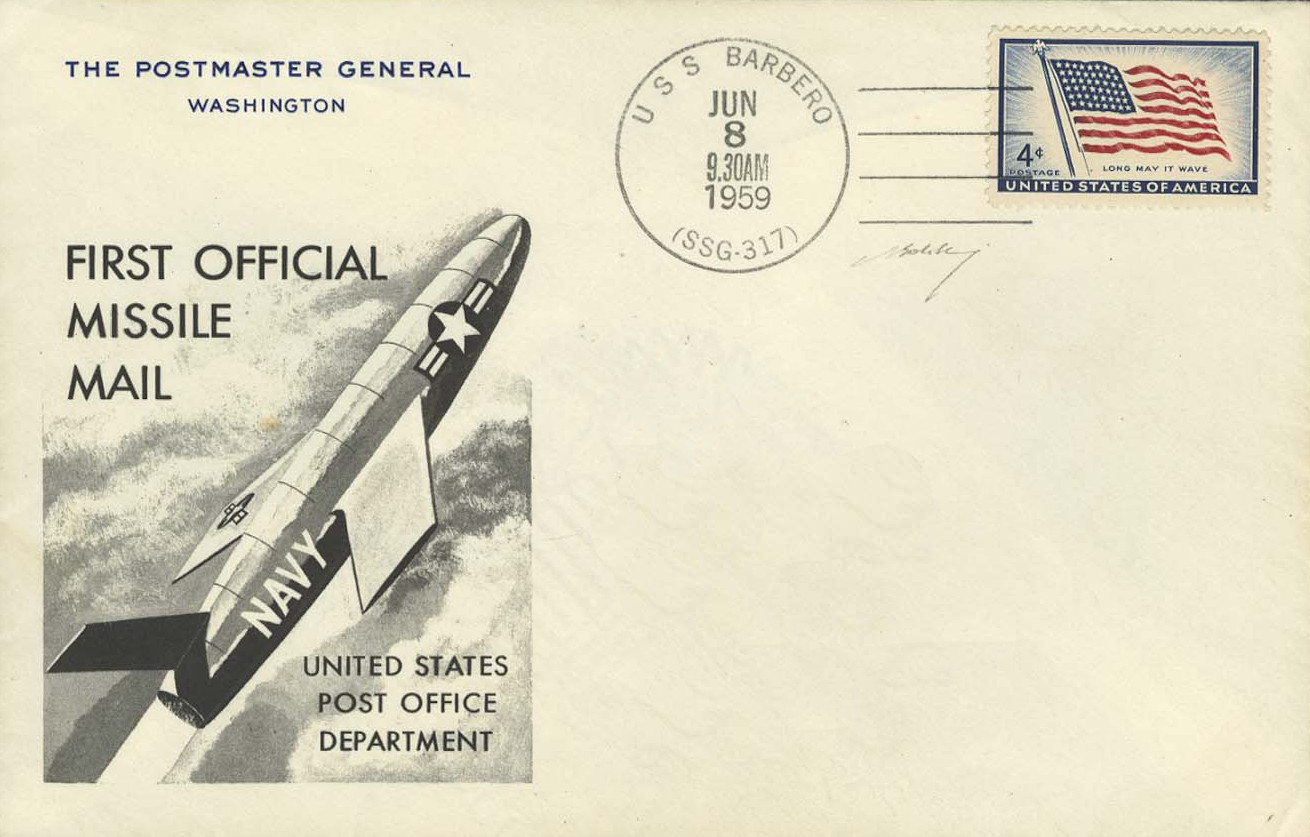
بريد قذيفة صاروخ